# ベドジフ・フロズニー

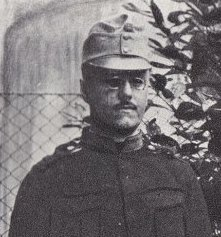
ベドジフ・フロズニー

ベドジフ・フロズニー（Bedřich Hrozný、1879年5月6日-1952年12月12日）は、チェコの東洋学者。アッシリア学の専門家だが、楔形文字で書かれたヒッタイト語を解読し、インド・ヨーロッパ語族に所属することを明らかにしたことで特に知られる。彼はチェコ人であったが、研究成果はドイツ語かフランス語で発表した。

## 略歴
フロズニーは、オーストリア＝ハンガリー帝国ボヘミアのリサー・ナッド・ラベム出身で、父はプロテスタントの牧師だった。コリーンの学校でヘブライ語とアラビア語を学んだ。ウィーン大学に入学して、はじめは神学を学んだが、のちに哲学科に移ってアラビア語とアッカド語を学び、1901年に卒業した。その後、奨励金を受けてベルリン大学でアッシリア学者のフリードリヒ・デーリッチに学んだ。翌年大英博物館でニヌルタ神話のテクストを研究した。
その後、ウィーンに戻って図書館の司書をつとめていたが、1905年からウィーン大学のアッシリア語の講師、1915年からは員外教授に就任した。
1906年、フーゴー・ウィンクラーを隊長とするドイツの調査隊は、アンカラから東に約200kmのボアズキョイで、ヒッタイトの首都ハットゥシャの遺跡を発掘した。遺跡からはおびただしいヒッタイト楔形文字の粘土板が発見された。1913年のヴィンクラーの没後、ドイツ東洋学会は、フロズニーとフィグラのふたりをイスタンブルに派遣し、ボアズキョイの粘土板を書き写させた。フロズニーは1914年4月にイスタンブルに到着したが、第一次世界大戦が勃発したため、同年8月には作業を中断して帰国せざるを得なかった。しかしそのときまでにフロズニーはすでに十分な資料を集めていた。
ヒッタイト楔形文字は、アッカド語と基本的に同じ文字で書かれていたため、文字そのものは既知であり、したがって表語文字や限定符の意味と、音節文字部分の音はわかっていたが、音節文字によって表された語がどのような意味を持つのかが不明であった。フロズニーは語尾変化や疑問詞などにインドヨーロッパ語語源と解釈できる語が多いこと、かなり長い一文がインドヨーロッパ語で解釈できたことを根拠に、1915年11月24日にヒッタイト語がインドヨーロッパ語族に属するという発表を行ったが、あまり賛意を得られなかった。
- “Die Lösung des hethetischen Problems”. Mitteilungen der Deutschen Orient Gesellschaft 56:  17-50. (1915).

その後、フロズニーは下士官として従軍したが、その中でも研究を続け、1917年に『ヒッタイト人の言語、その構造とインドヨーロッパ語族への所属』として発表した。
- Die Sprache der Hethiter, ihr Bau und ihre Zugehörigkeit zum indogermanischen Sprachstamm. Leipzig: J. C. Hinrichs. (1917)

しかし、フロズニーは比較言語学の十分な知識を持っておらず、その語源解釈に問題が多かったため、当初これを疑う学者が多かった。後にドイツのインドヨーロッパ語の専門家であるフェルディナント・ゾマーによって厳密な方法による解読が行われた。
フロズニーはアナトリア象形文字も研究し、これが楔形文字ヒッタイト語と近い言語を表していることを明らかにした。
チェコスロバキアが成立すると、1918年、プラハ・カレル大学で歴史学の教授に就任した。
1922年、ヒッタイト法典とそのフランス語訳を出版した。
- Code Hittite. provenant de l’Asie mineure. Paris. (1922)

1925年、フロズニーが率いる調査隊は、キュルテペでアッシリアの商人の手紙を含む1000個の楔形文字の粘土板を発見した。
フロズニーは1929年に設立されたチェコの東洋研究所(Orientální ústav)の創立メンバーであり、その副所長だった。1929年に機関紙『Archív orientální』を創刊した。1938年から1943年まで所長をつとめた。
1939年、フロズニーはカレル大学の校長に任命された。同年、ナチス・ドイツによるチェコスロバキア解体により大学は閉鎖された。
1944年、心臓発作により教務を続けることができなくなった。晩年にはありとあらゆる未解読の文字に取り組み、その中には線文字Bの解読と称するものもあったが、まったくのでたらめだった。